# 大出千尋
大出 千尋（おおいで ちひろ、1986年12月8日 - ）は日本の女性ファッションモデル。栃木県出身。
所属事務所はイデア。
2007年にオーディションで1000人の中から星羅とともに選ばれ雑誌『PS』（小学館）の初代専属モデルになった。
趣味は映画鑑賞、特技はバスケットボール。

## 出演

### 雑誌
- PS （専属）
- 自転車日和

### CM
- パナソニック VIERAケータイ（2008年）
- ケロッグ シリアルオールブラン（2009年）
- PARCO「マルコとマルオの7 日間キャンペーン」（2009年）

### テレビ
- 東京上級デート ＃26 愛宕（2012年10月3日、テレビ朝日）
- SHIBUHARA GIRLS2（2011年12月 - 2012年2月、MTVジャパン）

### ショー
- 神戸コレクション
- ガールズアワード

### PV
- Aqua Timez 『小さな掌』 - 春日潤也と共演